# Кони привередливые
«Ко́ни привере́дливые» («Кони», «Чуть помедленнее», «Привередливые кони»; по первой строке известна как «Вдоль обрыва, по-над пропастью…») — песня Владимира Высоцкого, написанная в начале 1972 года (по одной из оценок, работа над ней началась ещё в 1971 году). Герой песни гонит коней над обрывом, но, предчувствуя собственную скорую гибель, умоляет их не скакать так быстро, чтобы последний путь продлился хоть немного дольше. Хотя песня описывает стремительную скачку, написана она в неторопливом темпе, необычно длинными для творчества Высоцкого стихами.
Песня, предназначавшаяся автором для кинофильма «Земля Санникова», в ленту не вошла, так как не состоялось участие в ней самого́ Высоцкого в роли гусара Крестовского. В дальнейшем, однако, «Кони привередливые» стали одной из самых популярных песен Высоцкого, неоднократно выходили на грампластинках как при его жизни, так и в первое десятилетие после смерти, входят в число самых переводимых произведений автора (около 150 переводов на более чем 30 языков). Существуют многочисленные кавер-версии, как на русском, так и на других языках. Фраза «Чуть помедленнее, кони!» и само название песни превратились в крылатые выражения. Образ мчащихся коней вошёл в произведения, посвящённые самому Высоцкому, в том числе появившись на его надгробном памятнике. Текст песни стал одним из первых, удостоившихся литературоведческого анализа после смерти Высоцкого, и в дальнейшем был предметом многочисленных работ в области высоцковедения, в особенности с точки зрения интертекстуальности.

## Сюжет
Вдоль обрыва, по-над пропастью, по самому по краю

Я коней своих нагайкою стегаю, погоняю…

Что-то воздуху мне мало — ветер пью, туман глотаю,—

Чую с гибельным восторгом: пропадаю, пропадаю!

   Чуть помедленнее, кони, чуть помедленнее!

   Вы тугую не слушайте плеть!

   Но что-то кони мне попались привередливые —

   И дожить не успел, мне допеть не успеть.

   Я коней напою,

                я куплет допою — 

   Хоть немного ещё постою

                на краю…
Герой песни погоняет коней вдоль обрыва над пропастью сквозь ветер и туман. Он ощущает, что конец близок, но это вызывает у него «гибельный восторг». Герой призывает коней не слушаться кнута и плети и скакать «чуть помедленнее» — он не успел дожить и даже допеть не успеет. Он мечтает остановиться на краю ещё на мгновение, чтобы напоить коней и допеть куплет.
Герой предчувствует то, как погибнет — его «пушинкой ураган сметёт с ладони», и его тело повезут в санях по утреннему снегу (как указывает А. В. Скобелев, этот образ соответствует описанному в главе 6 «Евгения Онегина» исходу дуэли Онегина и Ленского). Он снова призывает коней замедлить свой бег, чтобы «путь к последнему приюту» не окончился так быстро.
Но путь окончен — «мы успели». Герой задаётся остающимся без ответа вопросом — слышит ли он поющих «злыми голосами» ангелов, рыдающий колокольчик под дугой упряжки или свой собственный голос, призывающий коней помедлить и дать ему если не дожить, так «хотя бы — допеть!» (при этом целый ряд комментаторов обращает внимание, что если герой действительно слышит свой голос, то слышит он его уже с другой стороны границы между двумя мирами).

## Обстоятельства создания
В собраниях сочинений Владимира Высоцкого песня датируется 1972 годом. В это время Высоцкого планировали снимать в роли молодого гусара Крестовского в художественном фильме «Земля Санникова». Актёр дал согласие на съёмки и написал для фильма несколько песен, которые должен был исполнять его персонаж: «Капитана в тот день называли на „ты“» («Баллада о брошенном корабле»), «Белое безмолвие» и «Коней». Возможно, что последняя песня предназначалась для сцены в ресторане, где собутыльники просят Крестовского исполнить «цыганскую песню». Один из режиссёров картины Леонид Попов упоминал, что уже на пробах Высоцкий исполнил для съёмочной группы припев этой песни. Ещё в марте 1972 года бард на концерте предварял исполнение «Коней» просьбой не записывать их на магнитофон, так как это песня для новой картины и у него «есть обязательство её не распространять до той поры, пока не выйдет фильм».
Однако по личному распоряжению генерального директора студии «Мосфильм» Сизова от участия Высоцкого в картине пришлось отказаться. В итоге не вошли в фильм и его песни; вместо них в ленте прозвучала, в частности, песня «Есть только миг» на стихи Леонида Дербенёва. В биографии Высоцкого, вышедшей в серии «Жизнь замечательных людей», литературовед В. И. Новиков озвучивает мнение, согласно которому автор этой «бодрой и мелодичной песенки» «под „Коней“ немного подделывался, по-своему переиначив фразу „Хоть мгновенье ещё постою на краю…“».
Более точно период создания песни позволяет определить известный черновик, в котором отсутствует припев во втором и третьем куплетах. Таким образом, этот черновик создан не позднее февраля 1972 года, когда были сделаны первые записи авторского исполнения. Исследовательница творчества Высоцкого Л. Я. Томенчук пишет, что наиболее раннюю дату, когда был создан черновик, по самому блокноту с ним определить невозможно. Однако в другом блокноте, содержащем прозаический набросок «Парус», встречаются перекликающиеся с «Конями» мотивы. Это и упоминание сильного, злящегося ветра, который «хочет, чтобы я плыл … туда, куда он дует» (в песне «ураган сметёт с ладони»), и сочетание стремительного движения и неподвижности (в «Парусе» — «Ветер… подгоняет… А я стою…»), и мотив несамостоятельности движения, в деталях развёрнутый в «Парусе». Этот набросок, который Томенчук называет прямым предшественником «Коней», в блокноте расположен между черновиками песен, которые Высоцкий исполнял уже в 1971 году. Исходя из этого, Томенчук заключает, что и над «Конями» автор начал работать не позднее 1971 года.

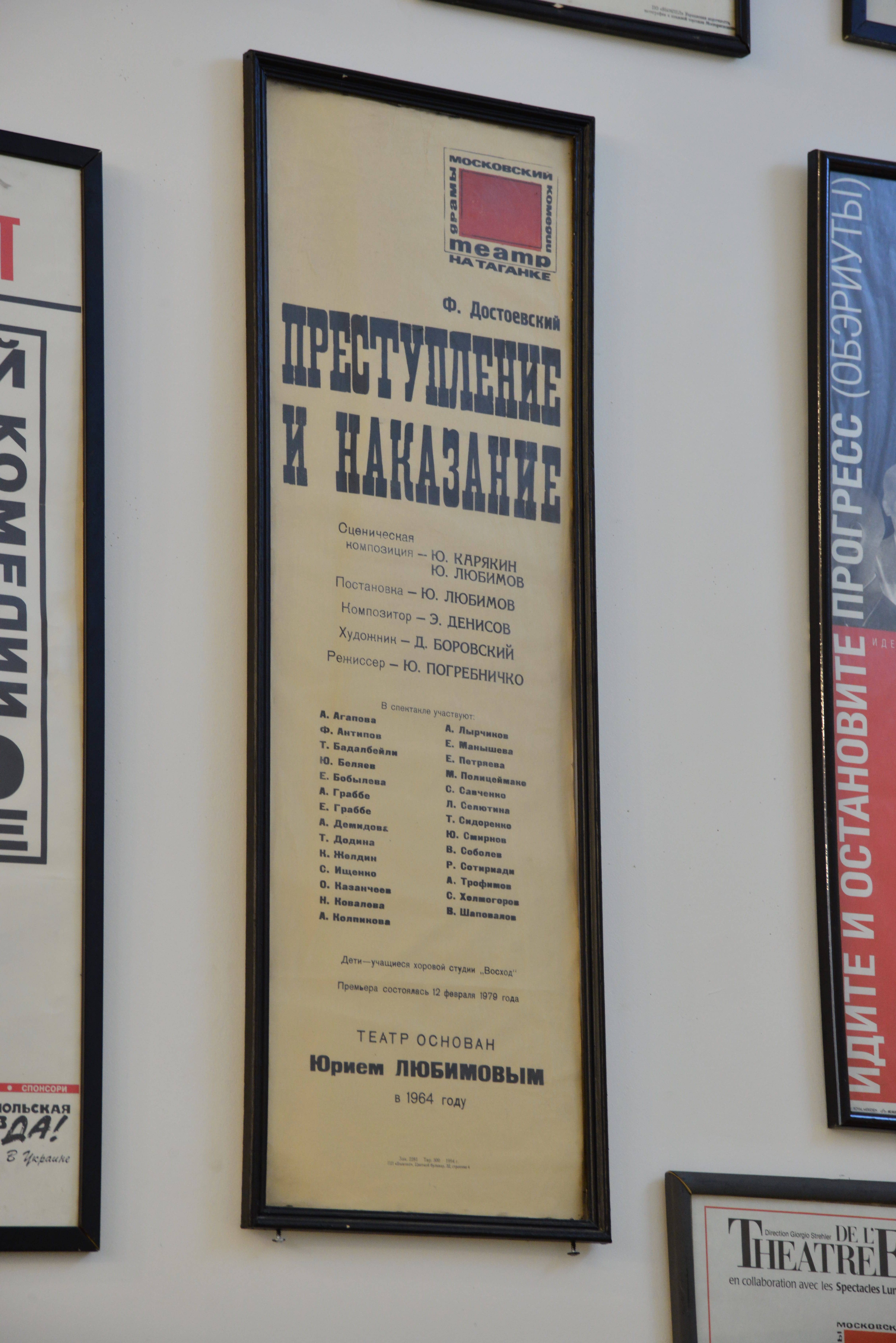
Афиша спектакля «Преступление и наказание»

На концертах Высоцкий рассказывал, что стилизовал песню «под такие старинные русские напевы», в то же время указывая и на связь с цыганским романсом. Близость к цыганскому фольклору акцентирует литературовед А. Казаков, в «Книжном обозрении» писавший: «Один из вариантов „Коней“ так и назывался „Цыганская песня“» (Скобелев и Шаулов, впрочем, отмечают, что такого варианта среди фонограмм отыскать не смогли). А. А. Краснопёров демонстрирует появление некоторых образов «Коней» уже в романсе, который Высоцкий написал в 1969 году для кинофильма «Один из нас» (спустя десять лет автор сам исполнил эту песню в роли Свидригайлова в театральной постановке «Преступления и наказания»): 
Мне встречный ветер слезы оботрёт,
Моих коней обида не нагонит,
Моих следов метель не заметёт.

## Структура и исполнение
Строки песни отличаются необычайной длиной; согласно Л. Томенчук, «Кони привередливые» с их 16 слогами в каждом стихе — рекордсмен в творчестве Высоцкого. Это также одно из всего лишь десяти стихотворений этого автора, где используются гипердактилические рифмы. Структура песни может рассматриваться как три куплета-четверостишия с шестистрочными припевами. Однако поскольку текст второго стиха второго четверостишия меняется в каждом куплете (а в заключительном отличается также последний стих четверостишия), болгарский филолог Т. Галчева считает более правильным разделять вторые четверостишия и замыкающие двустишия каждого куплета — то есть говорить не о двух, а о трёх отдельных видах строф. При этом, по её мнению, развитие сюжета сосредоточено в первых четверостишиях каждого куплета, а на долю остальных шести строк приходятся постановка и разрешение экзистенциальных проблем.
Песня исполнялась автором начиная с 1972 года. В монографии «Кони» 2007 года, посвящённой этой песне, Л. Томенчук пишет о 36 известных фонограммах авторского исполнения, включая около десятка неполных записей — без начала, конца или с разрывом в середине (сюда включено в том числе интервью нью-йоркскому телеканалу, где «еле слышным фоном дикторского текста звучит лишь конец припева»). В индексе фонограмм Высоцкого перечислено около 40 записей, сделанных в период с февраля 1972 по апрель 1980 года. При этом точную дату имеют более 20 фонограмм и ещё около десятка датируются условно, но достаточно точно. Некоторые известные записи включают видеоряд — это, в частности, выступление 1977 года на мексиканском телевидении, видеописьмо 1979 года Уоррену Битти и мини-концерт 16 апреля 1980 года в ленинградском БДТ, лёгший в основу короткометражного фильма В. Б. Виноградова «Высоцкий. Песни-монологи».
Известные исполнения, согласно классификации, предложенной В. М. Ковтуном, могут быть разделены на концертные, домашние (сделанные для ограниченного круга людей) и студийные, а по текстовому содержанию — на полный, сокращённый и краткий варианты. В сокращённом варианте отсутствует вторая половина припева во втором периоде, в кратком — отсутствует весь второй период. Томенчук, весь второй куплет рассматривающая как намеренное замедление действия, оттягивающее развязку, предполагает, что в случаях, когда он не исполнялся, это могло диктоваться стремлением динамизировать песню. Другой возможный мотив — психологический: на поздних концертах певец, чувствуя, что и его собственное время на земле подходит к концу, сокращал диалог с ним до минимума, оставляя только диалог с Вечностью.

Одна из основных характеристик песни — надрыв, с которым она исполняется. Об этой особенности «Коней» в частности писал в 1980 году литературовед Н. А. Богомолов: 
Для меня подобный надрыв всегда был символом чего-то почти болезненного, не имеющего к искусству отношения, пытающегося подменить внешним усилием отсутствие глубокого содержания и выразительной формы произведения. Поэтому и «Коней» я в первый раз почти не мог дослушать — настолько натянутыми они мне показались. И только потом, с третьего или четвёртого раза, я понял, что это единственная возможная форма их существования. Без этого надрыва, без этого хрипа они умрут.

На большинстве фонограмм наличествуют инструментальные вступление и финал. Длительность финала уже в конце первого десятка записей стабилизируется и составляет от 8 до 11 секунд. Это время занимают 3½ такта с окончанием на третьей доле. В первых трёх тактах неизменно движение восьмыми, в последнем такте возможны варианты — две четверти, четверть и две восьмых или четыре восьмых; последний аккорд исполняется «боем» или арпеджио. Длина вступления, в отличие от финала, непостоянна и варьируется от 2 до 15 секунд без видимой связи с датой записи. В большинстве случаев встречаются двух- и четырёхтактовые вступления, стабильные ритмически (движение восьмыми). Внутри песни также сохраняется единый ритмический рисунок — движение восьмыми (за возможным исключением первого такта после двухтактного вступления). Мелодика различается от исполнения к исполнению, хотя в основном сохраняются и общая манера (близкая к речитативу), и мелодическая связь с «цыганочкой». «Кони», однако, не унаследовали одной из отличительных черт «цыганочки» — ускорения от куплета к куплету. Темп песни последовательно небыстрый, даже замедленный, и без того длинные строки удлиняются ещё сильнее за счёт пауз в вокале — Л. Томенчук отмечает: 
Голосовое напряжение, надрыв, крик наполняют песню энергией — и возникает ассоциация с интенсивным движением. А вот то, что про всю эту бешеную скачку Высоцкий поет медленно, при таком исполнении совершенно незаметно.
Непостоянен интонационный рисунок песни — в одной из записей голос Высоцкого «взмывает вверх» на слове «неторопливый» во втором куплете, в другой нет обычного повышения на словах «к последнему приюту», также существует вариант, где слова «не бывает опозданий» выпеваются на одной ноте; в записи в студии «Мелодии» Высоцкий после надрывного «Я» в третьем куплете и припеве нечётко ведёт мелодию; в строке «Так что ж там ангелы поют такими злыми голосами?!» смысловая пауза делается то после слова «там», то после «ангелы». Постепенно Высоцкий приходил к некоторым нюансам исполнения, которые впоследствии повторял регулярно. Так, на выступлении в Париже на празднике в честь газеты «Юманите» у него впервые искусственно протянута последняя гласная в строке «Я куплет допою» в первом припеве (Томенчук передаёт это как «допою-у-У-У»), а на записи на мексиканском телевидении распадается надвое слово «бывает»: «не бывай-йет опозданий». Оба этих приёма затем последовательно повторяются на более поздних фонограммах.
Некоторое количество записей сделано с дополнительным аккомпанементом на одной или двух гитарах или в сопровождении ансамбля, что могло сказываться на темпе и ритме исполнения. К числу примеров удачного сотрудничества Л. Томенчук относит запись с Максимом ле Форестье (1977), менее удачными считая записи с Константином Казанским в студии М. Шемякина (1975) и с Дмитрием Межевичем и Вячеславом Гауфбергом на домашнем концерте у С. Бабека (1976), а также с ансамблем в монреальской студии RCA (1976). Сам автор в 1979 году называл «Коней» в числе произведений, которые уже не представляет без оркестра и поэтому не может петь на концертах.

Автограф «Кони привередливые»

Наибольшее число отличий от текста, впоследствии зафиксированного как канонический, — в самых ранних записях. В четырёх из шести фонограмм с наиболее ранними датировками — от 8 до 12 отличий от окончательного текста, ещё в одной — 4, но это неполный вариант без третьего периода; в последней текст совпадает с каноническим полностью, и именно это вызывает сомнения в её датировке. В дальнейшем число отличий стабильно уменьшается — не более шести, не более четырёх, а из десяти наиболее поздних записей полностью совпадают с каноническим текстом семь (из них пять неполные либо Высоцкий не единственный исполнитель), а ещё в трёх отличается только одна строка. Видимо, этим последним периодом может быть датирован и беловой автограф, опубликованный в книге «Избранное» в 1988 году, — его текст уже практически совпадает с тем, что размещён в двухтомнике, подготовленном текстологом А. Е. Крыловым. Согласно выдвигаемой С. В. Жильцовым гипотезе, этот беловик мог быть написан Высоцким для съёмки 1980 года в Ленинграде для фильма Владислава Виноградова, но возможны и более раннее датировки — например, время записи диска на фирме «Мелодия» (см. дискографию) или на студии RCA.

С. С. Бирюкова отмечает характерное текстовое изменение, сделанное Высоцким буквально после первого публичного исполнения песни: если в самой ранней фонограмме фигурируют слова «Вдоль обрыва, по-над берегом», то в дальнейшем текст звучит как «по-над пропастью». Эту замену она объясняет словами самого́ автора: 
…для своих песен я стараюсь брать людей…, у которых что-то должно случиться, они доведены до предела, до отчаяния,.. людей на самом краю пропасти, на краю обрыва…
Среди других вариантов текста — «Коль дожить не успел, так хоть дайте допеть» и «И дожить я не смог, так хоть дайте допеть» в заключительном периоде, «в гости к смерти» — вместо «в гости к Богу», «к последнему пределу» — вместо «к последнему приюту». В нескольких записях без концовки второго куплета после слов «допеть не успеть» звучит не «Мы успели в гости к Богу», а «Нет, успели…», что создаёт связь с предыдущей строкой. Наконец, многие ранние черновые наброски, по-видимому, никогда так и не прозвучали при слушателях. В частности, колокольчик, который «отчаянно трясётся» от рыданий в черновике, на фонограммах уже «весь зашёлся», исчезли формулировки «Не дают додышать и допеть» и «Ведь просил же я коней, когда они тянули сани».

По данным Томенчук, в известных записях автор сам указывает название песни 11 раз, причём в восьми случаях это просто «Кони» и по одному разу — «Чуть помедленнее», «Привередливые кони» и «Кони привередливые». Исследовательница особо отмечает, что наиболее известное название сам Высоцкий упоминает лишь однажды — при записи для мексиканского телевидения: 
Он поёт «Коней» уже более пяти лет, но явно «сочиняет» название в момент речи: «Кони… [короткая пауза] … привередливые».
Публичным название «Кони привередливые» стало после выхода пластинки-миньона 1975 года, хотя, возможно, фигурировало уже при записи двойного альбома на студии «Мелодия» весной 1974 года. Тем не менее в период между этими двумя датами автор продолжал использовать название «Кони». Томенчук акцентирует характерный нюанс на одной из фонограмм — в театре «Ромэн» (декабрь 1975): Высоцкий, обращаясь к музыкантам-аккомпаниаторам, говорит, что будет петь «„Коней“!.. „Вдоль обрыва…“ помните, да?..» Таким образом, вместо развёрнутого образа, ставшего наиболее известным названием песни, он приводит её первые слова.

## Публикация, прижизненная и ранняя посмертная дискография

Сторона 1 миньона «Песни Владимира Высоцкого»

В апреле и июне 1974 года 24 песни Высоцкого (из них 6 в исполнении Марины Влади) были записаны на Всесоюзной студии звукозаписи «Мелодия», с инструментальным ансамблем под управлением Георгия Гараняна. Готовивший оркестровые аранжировки Игорь Кантюков позже отмечал, что в отличие, например, от песни «Москва — Одесса», где из аранжировки были исключены первоначально намечавшиеся в ней мотивы еврейских песен («одесский колорит»), в «Конях привередливых» он «ни в чём себе не отказывал». В оркестровом вступлении звучала «цыганочка с выходом», были её элементы использованы и дальше по ходу песни. Фонограммы 1974 года на протяжении нескольких лет выпускались частями, и запись «Коней привередливых», в частности, использовалась в 1975 году при издании миньонов «Владимир Высоцкий. Песни» (гибкая пластинка) и «Песни Владимира Высоцкого» (винил).
В 1976 году в Монреале (Канада) для альбома, который продюсировал Жиль Тальбо, была выполнена ещё одна студийная запись, также в сопровождении оркестра (имена музыкантов не сохранились). Фонограмма делалась в студии Андре Перри, в общей сложности были записаны 11 песен, в дальнейшем выпущенных в виде альбома не в Канаде, а во Франции компанией RCA Victor («VLADIMIR VISSOTSKY», 1977). Среди песен в составе этого диска были и «Кони» — на французском языке песня называлась «Les Chevaux».
В 1977 году песня прозвучала в мелодраме Валерия Лонского «Приезжая», пользовавшейся успехом в прокате (более 27 млн зрителей).
Также в 1977 году «Кони привередливые» (как «Вдоль обрыва по-над пропастью…») были включены во вторую серию сборника «Песни русских бардов» парижского издательства «YMCA-Press» в числе почти 300 песен Высоцкого. Сборник состоял из компакт-кассет и сопровождавших их отпечатанных текстов песен. Редактор сборника Владимир Аллой писал, что «наезжавший в Париж Володя Высоцкий очень радовался выходу Собрания» и заранее знал об этом выходе. Однако высоцковед М. Цыбульский отмечает, что сам автор ничего из своих личных записей издателям сборника давать не стал, и те использовали старые фонограммы, порой скверного качества.
Dajcie pożyć konie, dajcie, dajcie dożyć konie,

na cóż bracia nam ten wieczny lot?

Cóż mi za konie los nadarzył, jakby w nich palił ktoś,

a ja żyłam nie dość i śpiewałam nie dość.

Koniom wody by dać, śpiew dośpiewać i trwać,

jeszcze dzień, jeszcze noc na wichurze by stać.
В 1979 году, ещё при жизни Высоцкого, песня была впервые выпущена не в авторском исполнении: она была включена в альбом польской певицы Марыли Родович Cyrk nocą. Перевод песни на польский (на диск она вошла под названием «Konie») сделала Агнешка Осецкая. По словам И. Белова, итогом стала «прекрасно аранжированная десятиминутная блюзовая баллада — одно из самых лучших, оригинальных и проникновенных исполнений Высоцкого на польском». Наконец, в том же году прижизненно вышла на виниле и ещё одна авторская запись — на этот раз не студийная, с аранжировкой для ансамбля, а концертная, под гитару. Этот вариант «Коней» был записан на концерте в Бруклинском колледже Нью-Йорка; организатор концерта Виктор Шульман оперативно организовал обработку записанного материала, и уже 18 февраля в «Новом русском слове» появился анонс альбома «Нью-йоркский концерт Владимира Высоцкого, 1979». При подобных темпах не удалось избежать накладок, одна из которых была связана именно с «Конями» — на конверте альбома и на этикетке на самой пластинке песня значится как «Кони приверелдивые».
В СССР в печатном виде текст песни официально появился в 1981 году — в первом (посмертном) поэтическом сборнике Высоцкого «Нерв», а в 1985 году перевод на румынский язык был напечатан филологом-русистом Мирчей Кротойру в клужском литературно-художественном журнале Steaua.
В 1987 году в США тиражом 999 экземпляров вышла коллекция из семи дисков-гигантов, которые содержали записи песен, исполненных Высоцким в парижской студии художника Михаила Шемякина. Эти записи в своё время были сделаны по инициативе Шемякина на лучший для своего времени магнитофон Revox A700 и стали результатом многолетнего труда — сам художник для этого окончил курсы звукооператоров, а Высоцкий в ходе визитов в Париж перепевал каждое произведение по несколько раз, пока не получал удовлетворявший его результат. Процесс продолжался и после выхода в свет «Песен русских бардов», подтолкнувших певца к созданию новых версий ранее исполненных произведений. В этой коллекции под общим названием «Владимир Высоцкий в записях Михаила Шемякина в Париже, 1975—80» «Кони привередливые» попали на седьмой, завершающий диск.
В том же году фирма «Мелодия» издала двойной альбом «Владимир Высоцкий — …хоть немного ещё постою на краю…», в который вошло некоторое количество песен в авторском исполнении наряду с записями чтения стихов Высоцкого актёрами Театра на Таганке. «Кони привередливые» в исполнении Высоцкого были включены во второй диск альбома, названного по одной из строчек этой песни. Когда «Мелодия» начала выпускать серию альбомов «На концертах Владимира Высоцкого», «Кони привередливые» вошли в состав десятого альбома серии, получившего это же название. В 1991 году песня была включена в альбом «Владимир Высоцкий в Болгарии» вместе с остатками записи, сделанной в 1975 году фирмой «Балкантон» во время гастролей в этой стране Театра на Таганке. Первая часть песен из этой записи вышла несколькими годами ранее в виде альбома «Автопортрет».

## Литературный анализ
«Кони привередливые» стали одним из первых произведений Владимира Высоцкого, ставших темой литературного анализа, — наряду с «Прерванным полётом» им была посвящена вышедшая в июле 1981 года в журнале «Литературное обозрение» статья Ю. Ф. Карякина «О песнях Владимира Высоцкого». После этого песня часто удостаивалась внимания высоцковедов.

### Индивидуальные образы

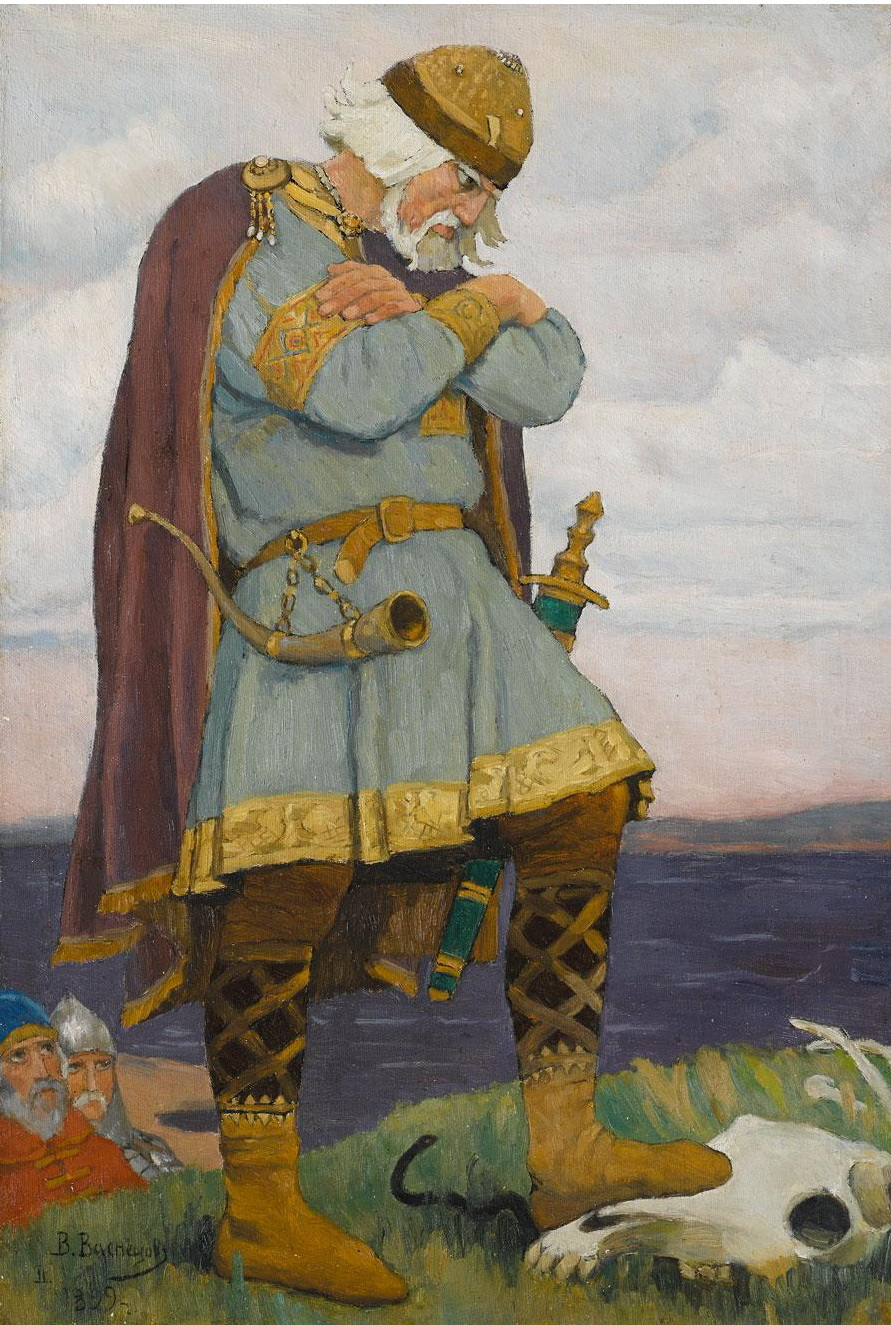
«…И принял он смерть от коня своего» («Песня о вещем Олеге» — переосмысление стихотворения А. С. Пушкина)

Весь сюжет произведения, как отмечают А. Е. Крылов и А. В. Кулагин, строится вокруг славянского похоронного разряда и фольклорных представлений о езде на лошадях в мир иной. Конь в его мифопоэтическом качестве — сакрального носителя смерти, проводника в потусторонний мир — фигурирует, по наблюдению высоцковедов, во множестве произведений Высоцкого. В их число включаются такие работы как «Песня о вещем Олеге», «Я из дела ушёл…», «Мне судьба — до последней черты, до креста…», где воспроизводится архаичное представление о загробном мире как о пастбище, и рассматриваемые А. Краснопёровым как часть единого цикла с «Конями» «Райские яблоки». По определению исследователей, «Кони у Высоцкого — это не просто стилизованное средство передвижения, но средство перемещения в иной мир, в туда, в смерть». Скобелев и Шаулов также пишут о срастании понятий «конь» и «судьба», неоднократно встречающемся в творчестве Высоцкого («Парень лошадь имел и судьбу свою», «Но вот Судьба и Время пересели на коней»). Путь коней с этой точки зрения не ограничен временными рамками; по мнению Л. Томенчук, их бег не закончится даже с прибытием к Богу и кажущимся окончанием сюжета — третий куплет завершает такой же припев, как и первые два («Я коней напою, я куплет допою…»).
Ещё одна связанная с этим прочтением текста тема — край, граница между этим и тем светом. Уже в самом начале песни возникает образ обрыва, пропасти, «по са́мому по краю» которой несут кони лирического героя. При этом образ дороги отсутствует, и в принципе ничего не рассказывается о том пространстве, где идёт ска́чка. С этой точки зрения, как считает Л. Томенчук, водное пространство по другую сторону обрыва сродни дороге в «Моей цыганской» — это путь, который герой не выбирает, вместо этого передвигаясь по бездорожному пространству. Она также замечает, что движение «в гости к Богу» по сюжету песни получается направленным не через этот край, на другую сторону, а вперёд, в продолжение намеченного в первом куплете.

Исследователями также отмечается мотив неотвратимости судьбы. Так, А. Кулагин видит в «смысловом перевёртыше», где герой, с одной стороны, погоняет коней, а с другой — призывает их помедлить, отражение идеи о том, что ни то, ни другое, в сущности, не имеет значения. Поскольку опоздать к Богу невозможно, ничто из того, что делает герой, не влияет на исход. Я. И. Корман подчёркивает, что в реальной жизни не «хлестать коней», даже зная, что приближает собственную смерть, Высоцкий не умел, объясняя: 
Я иначе жить не могу. Если буду просто длить жизнь, просто небо коптить — так я жить не умею.
Корман предлагает необычное прочтение фразы «Я коней напою», предполагая, что герой хочет именно напоить их допьяна — как Фортуну в «Песне о Судьбе» и Кривую да Нелёгкую в «Двух судьбах» — с тем, чтобы их резвость поубавилась, и отсрочить неотвратимый конец.
Говоря о символизме песни, Скобелев и Шаулов обращают внимание на разнообразие орудий седока — в первых строках упоминается нагайка, затем плеть и кнут. Исследователи отвергают идею о том, что это синонимы, и тем более — идею, что это разные предметы. Комментируя такую возможную трактовку, они конструируют «цирковой» образ героя, который скачет верхом (нагайка, в отличие от кнута, используется именно при верховой езде) одновременно на нескольких лошадях и «чередует удары тем, другим и третьим, ловко управляясь со всем этим хозяйством». В противовес буквалистскому прочтению они предлагают рассматривать кнут и плеть как символы власти, ускоряющей бег коней к «последнему приюту» поэта (см. ниже аналогии с ролью властей в ускорении доставки тела Пушкина к месту захоронения).
Ещё один внешне парадоксальный образ поющих «злыми голосами» ангелов Скобелев связывает в частности с мотивом доброго и злого ангелов (хранителя и искусителя), согласно раннехристианскому фольклору сопутствующих человеку на протяжении жизненного пути. По смерти человека они выясняют между собой, кому из них человек был более привержен, и определяют его судьбу.

### Интертекстуальность
Часто произведение рассматривается с интертекстуальной точки зрения, и исследователи находят многочисленные точки соприкосновения текста «Коней» с работами других авторов, с которыми был знаком Высоцкий. Скобелев и Шаулов пишут, что «ни одно произведение В. Высоцкого не рассматривалось исследователями в поле интертекстуальных отношений столь часто и широко, как это», и далее перечисляют полтора десятка имён авторов, перекличку с чьим творчеством вычленяют высоцковеды при анализе — от Пушкина и Гоголя до Венедикта Ерофеева и Юлия Кима. Позже, впрочем, они оговариваются, что «подобная „интертекстуальность“ в большей мере идёт от широты эрудированности реципиента искусства», чем от реального сознательного замысла автора или неосознанного воспроизведения им знакомых образов.

Практически общим местом в комментариях стала мысль о связи первых строчек текста с песней Председателя из пушкинской маленькой трагедии «Пир во время чумы» — «Есть упоение в бою, // И бездны мрачной на краю…». Впрочем, край бездны, пропасти — широко распространённый поэтический образ как до, так и после Пушкина: он встречается и у Державина («Скользим мы бездны на краю, // В которую стремглав свалимся»), и у Байрона в «Дон Жуане» («И часто, стоя бездны на краю, // Всё в невиновность веруем свою!»), и у Сэлинджера (перевод «Над пропастью во ржи» на русский язык Р. Я. Райт-Ковалёвой вышел в 1960 году). В стихотворении же Булата Окуджавы «Есть муки у огня» (1964) А. Скобелев видит даже «едва ли не… превентивный спор с В. Высоцким»: 
И можно гнать коня,
беснуясь над обрывом,
но можно быть счастливым
и голову клоня.
«Пушкинский след» в «Конях», однако, не исчерпывается первыми строчками. На возможную причинную связь указывает Скобелев, упоминая, что во время написания этой песни Высоцкий участвовал в репетициях постановки Театра на Таганке «Товарищ, верь», посвящённой Пушкину. В этом контексте могут рассматриваться и другие фразы и обороты в тексте Высоцкого. Так, фраза «Что-то воздуху мне мало» напоминает исследователю слова Блока о том, что Пушкина «убило отсутствие воздуха», а не пуля Дантеса. Картина тела, которое по утреннему снегу везут в санях, возможно, не только воспроизводит сцену, завершающую дуэль Онегина и Ленского, но и содержит отсылку к судьбе самого Пушкина, гроб которого со специальной подорожной самым спешным образом везли из Санкт-Петербурга к месту упокоения в Святогорском монастыре. Поющие злыми голосами ангелы в этом случае могут быть связаны со строчкой из «Бесов» — «Что так (бесы) жалобно поют?» Сам образ коней, везущих в область смерти героя, пытающегося повлиять на скорость передвижения, тоже встречается у Пушкина — на это обращает внимание Т. Галчева, проводящая таким образом параллель с пушкинской «Телегой жизни». Даже в слове «пушинкой», как пишет Скобелев, в этом контексте можно увидеть анаграмму фамилии поэта.
Блок — ещё один классик, многочисленные связи с творчеством которого в «Конях» рассматривает Н. М. Рудник. Она в частности видит параллель между мотивом «Коней» и образом любовного объятия-схватки, часто встречающимся у Блока. Видя в песне Высоцкого тему борьбы со стихией, она находит ту же тему в том числе в блоковской «Новой Америке». Целый ряд параллелей Рудник находит между «Конями» и стихотворением Блока «Лениво и тяжко плывут облака…», где встречается и образ утомлённого коня, и тема далёкого «родимого приюта», и звучащая вдали песня.

Распространён в литературе мотив прибытия в гости к Богу — часто как иносказательное описание смерти. Среди таких произведений — «Сирано де Бержерак» Ростана («Сегодня вечером, да, да, в гостях у Бога // Я у лазурного остановлюсь порога»), «Горячий снег» Юрия Бондарева («На том свете пожрём, сержант, у Бога в гостях!»), песня Александра Вертинского «Бал Господен» и написанная для фильма 1971 года «Бумбараш» песня Юлия Кима «Журавль» («Только вот на небе я ни разу не обедал, // Господи, прости меня, я с этим обожду»). Особо отмечается, что у Маяковского в стихотворении «Послушайте!» фигурирует и тема «опоздания» к Богу: 
И, надрываясь
в метелях полуденной пыли,
врывается к Богу,
боится, что опоздал…»
Это стихотворение было частью одноимённого спектакля Театра на Таганке 1967 года.
Ещё один образ, широко встречающийся у литературных предшественников Высоцкого — «плачущий», «рыдающий» колокольчик. Его можно найти и у Есенина, и у Бальмонта, и у Вяземского, чьи строчки «Колокольчик звонко плачет // И хохочет, и визжит» в стихотворении «Ещё тройка» в свою очередь восходят к уже упомянутым «Бесам» Пушкина. Связь с творчеством Есенина Крылов и Кулагин замечают и в строке «Или я кричу коням, чтоб не несли так быстро сани?» Этот мотив — отстранённой догадки о собственной состоявшейся смерти — поднимается в стихотворении «Снежная равнина, белая луна…»: «Кто погиб здесь? Умер? Уж не я ли сам?»
Часто отмечается, что слова «чую с гибельным восторгом: пропадаю» — перефразированная цитата из рассказа Исаака Бабеля «Смерть Долгушова» (сборник «Конармия»): «Пропадаем, — воскликнул я, охваченный гибельным восторгом, — пропадаем, отец!». При этом Л. Томенчук считает, что в песне не просто цитируется ещё одно произведение литературного предшественника, но и воспроизводятся интонации всего эпизода, из которого взята цитата. Крылов и Кулагин также находят отсылку к Бабелю — теперь к рассказу «Дорога» — в строке «и в санях меня галопом повлекут по снегу утром». В этом рассказе Бабель пишет: «— Не дойти мне, — сказал я старику… Он подумал о себе и повлёк сани дальше». Об увлечении Высоцкого Бабелем свидетельствуют, в частности, Игорь Кохановский и Марина Влади.

Слова «воздуха мне мало» в исследованиях могут связываться не только с Пушкиным, но и с другим классиком — Достоевским. Тема человека, которому непременно «надо воздуху», озвучивается несколькими персонажами «Преступления и наказания». При этом если Свидригайлова, первым высказавшего эту мысль, Высоцкому на момент создания песни ещё только предстояло сыграть, то роль Порфирия Петровича, от которого она прозвучала в последний раз, он уже исполнял. Более того, это была его первая актёрская работа, сыгранная в 1958 году в театральном этюде. На другую театральную ассоциацию — уже не литературную, а скорее пространственно-визуальную — высоцковеды указывают для слов «меня… ураган сметёт с ладони». Практически теми же словами Высоцкий рассказывал в марте 1973 года (то есть близко по времени к первым исполнениям «Коней») об огромном подвижном занавесе в постановке «Гамлета» в Театре на Таганке: 
Этот громадный занавес, который движется во всех направлениях по всей сцене и работает у нас как судьба... всех правых и виноватых сметает в могилу.
Рассматривая интертекстовые связи «Коней», высоцковеды не ограничиваются литературными произведениями. Поскольку корни песни прослеживаются в частности в русском музыкальном фольклоре, сама фраза «я коней напою» в ряде случаев воспринимается как отсылка к народной песне «Ой, мороз, мороз» с её строками «Обниму жену, // Напою коня». Песню эту в том числе исполнял Валерий Золотухин в фильме «Хозяин тайги» (1968), где они снимались вместе с Высоцким. Л. Г. Кинхей и Т. Ф. Сафарова включают «Коней привередливых» в целый пласт творчества не только Высоцкого, но и других русских поэтов, восходящий к фольклорному жанру «ямщицких» песен. Одну из таких песен, бывшую в конце 1960-х годов любимым романсом Высоцкого, — «Ямщик, не гони лошадей» — с её мольбой не спешить Скобелев и Шаулов называют «лежащим на поверхности претекстом» «Коней».
«Кони привередливые» в свою очередь стали источником для автоцитирования в более поздней песне Высоцкого «Райские яблоки», где встречаются строки «И ударит душа на ворованных клячах в галоп» и «Вдоль обрыва с кнутом по-над пропастью». Некоторые исследователи, впрочем, рассматривают это не как автоцитату, а как продолжение того же сюжета; согласно этому подходу, «[г]ерой „Райских яблок“ проделывает обратный путь того, кто стремился „в гости к Богу“».

## Наследие

Надгробный памятник на Ваганьковском кладбище

После смерти Высоцкого образ «бега упрямых коней», которых тот не мог сдержать, был использован одним из его друзей — поэтом Игорем Кохановским — в стихотворении «Жил артист, жил поэт, жил певец — среди нас…». Стихотворение, положенное на музыку Аркадием Хаславским, вокально-инструментальный ансамбль «Здравствуй, песня!» записал как песню «Памяти певца» на студии «Мелодия». Однако выпуск пластинки с этой песней был отменён решением Краснопресненского райкома КПСС, и в дальнейшем это произведение исполнялось ансамблем только на концертах.
В 1985 году на могиле Владимира Высоцкого на Ваганьковском кладбище в Москве был установлен памятник работы скульптора А. И. Рукавишникова и архитектора И. Н. Воскресенского, в том числе отсылающий к образам «Коней привередливых». В композиции скульптуры важную роль играют конские головы, слева трансформирующиеся в контур оперённого крыла.
Ещё при жизни автора, в 1976 году, «Кони» исполнялись в постановке Московского литературно-драматического театра ВТО «Там, вдали». Этот спектакль представлял собой сценическую композицию Екатерины Еланской по одноимённой повести Василия Шукшина. В 1980-е годы песня была включена в спектакль хельсинкского театра KOM-teatteri и затем выпущена на виниловом диске с другими песнями из этого спектакля.
После смерти Высоцкого «Кони привередливые» включались в целый ряд фильмов, как художественных, так и документальных (часть из которых была посвящена не самому барду). Среди документальных фильмов, где звучала песня, — «Вспоминая Харламова» (1982, режиссёр Игорь Гелейн), «Я возвращаю Ваш портрет…» (1983, режиссёр Владислав Виноградов), «История моей болезни» (1990, режиссёр Л. Данилов). Песня или фрагменты из неё в авторском исполнении звучали в художественных фильмах «Милый, дорогой, любимый, единственный…» (1984, режиссёр Динара Асанова), «Белые ночи» (США, 1985, режиссёр Тэйлор Хэкфорд, под музыку песни танцует Михаил Барышников), «Взбесившийся автобус» (1991, режиссёр Георгий Натансон), «Риск без контракта» (1992, режиссёр Игорь Муругов), «Я — Иван, ты — Абрам» (Беларусь-Франция, 1993, режиссёр Йоланда Зоберман), «Любовные истории» (Польша, 1997, режиссёр Ежи Штур), «Красная площадь» (2004, режиссёр Рауф Кубаев), «Взрывная блондинка» (США, 2017, режиссёр Дэвид Литч).
По названию песни именовались сборники песен и стихов Высоцкого, изданные как на русском, так и на других языках — так, в 2009 году на Украине вышел сборник переводов «Коні вередливі», выполненных Николаем Поповым. И само название песни, и отдельные фразы из неё (в частности, «чуть помедленнее, кони!») обрели статус крылатых выражений. В этом качестве они часто используются в газетных заголовках в буквальном прочтении, вне связи с самой песней или её автором — например, в материале о проблемах конноспортивной базы или подборке курьёзных случаев с лошадьми — либо с заменой компонента («Чуть помедленнее, Берлускони»).
С. Бирюкова пишет, что «Кони привередливые» были в числе самых «прокатываемых» песен Высоцкого. Песня оставалась популярной после смерти барда. Так, по итогам опроса, проведённого в 1997 году в Москве ВЦИОМ, она заняла четвёртое место в списке самых известных произведений Высоцкого в целом и третье — у людей с высшим образованием. Через 20 лет в опросе 25 тысяч пользователей социальной сети «Одноклассники», определявшем самую любимую песню Высоцкого, «Кони» вышли уже на второе место, пропустив вперёд только «Я не люблю».
Эта популярность отразилась в многочисленных исполнениях другими певцами и актёрами и переводах на другие языки. Уже в 1976 году разрешения автора на исполнение «Коней» просил Вахтанг Кикабидзе, но тогда Высоцкий не согласился: «Ты споёшь по-другому, не так, как я». Тем не менее первая кавер-версия «Коней» — в исполнении Марыли Родович — была выпущена в грамзаписи ещё при жизни автора (см. Издание и прижизненное использование в других произведениях). В дальнейшем песню многократно перепевали как по-русски, так и на других языках. Среди исполнителей на русском языке были Тамара Миансарова, Дмитрий Певцов, Гарик Сукачёв, Григорий Лепс, Александр Малинин. У Сукачёва и Певцова эта песня вошла в состав целых альбомов, полностью состоящих из каверов произведений Высоцкого.
«Кони привередливые» входят в число самых переводимых произведений Высоцкого. По данным на 2017 год, были опубликованы почти 150 переводов текста песни на 34 языка. Например, на один только польский язык его переводили Ян Чопик-Лежаковский (в 1976 году), Ежи Литвинов (в 1979 году), Агнешка Осецкая (в 1982 году), Марек Остахович и Юзеф Вачкув (оба — в 1984 году), Павел Оркиш, Гжегож Вишневский, Роман Колаковский, Вальдемар Баяк, а анонимных переводов к началу 2010-х годов насчитывалось более десятка, Марлена Зимна, а исполняли помимо Марыли Родович Елена Рутковская и Йоанна Левандовская. На болгарский язык песню переводили Владимир Левчев, Зоя Василева, Лозан Такев и Добромир Тонев, на китайский (только в 1990-е годы) — Ван Ляо, Юй Ичжун и Ван Яньцю, на финский — поэт и филолог Армас Мишин, на иврит — Зеэв Гейзель, автор переводов более десятка песен Высоцкого. Среди переводчиков на английский, для которых этот язык является родным, — Кэтрин Хэмилтон и Альберт Тодд, среди выходцев из русскоязычной среды — Алик Вагапов, автор переводов 50 песен Высоцкого. Отметился переводом «Коней» и рекордсмен по числу переводов на немецкий язык — автор-исполнитель Райнхольд Андерт. На норвежском языке (как «Hestene mine») песню записал бард Йёрн Симен Эверли, включивший её в свой альбом Russlands hus. Число языков, на которые переведена песня, постоянно растёт: так, участники сборника «Vladimir Vysotsky in new translations: International poetic project», подготовленного во втором десятилетии XXI века, переводили её на арчинский, якутский и крымскотатарский языки.